# Crystal (Dakota du Nord)
Pour les articles homonymes, voir Crystal.
La ville de Crystal est située dans le comté de Pembina, dans l’État du Dakota du Nord, aux États-Unis. Lors du recensement de 2010, sa population s’élevait à 138 habitants.

## Histoire
Crystal a été fondée en 1879.

## Démographie
| Groupe            | Crystal | Dakota du Nord | États-Unis |
| ----------------- | ------- | -------------- | ---------- |
| Blancs            | 93,5    | 90,0           | 72,4       |
| Autres            | 4,8     | 2,8            | 23,8       |
| Amérindiens       | 1,5     | 5,4            | 0,9        |
| Métis             | 0,7     | 1,8            | 2,9        |
| Total             | 100     | 100            | 100        |
|                   |         |                |            |
| Latino-Américains | 5,8     | 2,0            | 16,7       |

| 1900 | 1910 | 1920 | 1930 | 1940 | 1950 |
| ---- | ---- | ---- | ---- | ---- | ---- |
| 385  | 376  | 349  | 314  | 428  | 429  |

| 1960 | 1970 | 1980 | 1990 | 2000 | 2010 |
| ---- | ---- | ---- | ---- | ---- | ---- |
| 372  | 272  | 256  | 199  | 167  | 138  |

Selon l'American Community Survey, pour la période 2011-2015, 97,76 % de la population âgée de plus de 5 ans déclare parler l'anglais à la maison et 2,24 % une autre langue.

## Source
- (en) Cet article est partiellement ou en totalité issu de l’article de Wikipédia en anglais intitulé « Crystal, North Dakota » (voir la liste des auteurs).